# Jorge Montes
Jorge Montes (* 17. Januar 1989) ist ein dominikanischer Leichtathlet, der sich auf den Stabhochsprung spezialisiert hat.

## Sportliche Laufbahn
Erste internationale Erfahrungen sammelte Jorge Montes im Jahr 2010, als er bei den U23-NACAC-Meisterschaften in Miramar mit übersprungenen 4,60 m den fünften Platz  belegte. Anschließend gelangte er bei den Zentralamerika- und Karibikspielen in Mayagüez mit 5,10 m auf Rang vier. 2013 gewann er bei den Zentralamerika- und Karibikmeisterschaften in Morelia mit 4,65 m die Bronzemedaille hinter den Mexikanern Raúl Ríos und Víctor Castillero. Im Jahr darauf belegte er bei den Ibero-Amerikanischen Meisterschaften in São Paulo mit 4,80 m den fünften Platz und anschließend blieb er bei den CAC-Spielen in Xalapa ohne eine Marke. 2018 wurde er bei den Zentralamerika- und Karibikspielen in Barranquilla mit 5,00 m Sechster und 2023 gelangte er bei den CAC-Spielen in San Salvador mit 4,90 m auf Rang acht.
In den Jahren 2019, 2021 und 2023 wurde Montes dominikanischer Meister im Stabhochsprung.